# Lijst van baljuws van Den Haag
Deze Lijst van baljuws van Den Haag geeft een overzicht van de baljuws van Den Haag tussen 1346 en 1795.
De functie van baljuw was in Den Haag gecombineerd met die van hoofdschout, geassisteerd door enkele hulpschouten die het dagelijkse werk deden. Daarnaast was de baljuw de voorzitter van het college van burgemeesters (vanaf 1591 drie) die door de landsheer en later door de stadhouder benoemd werd voor het leven. (De burgemeesters dienden tot 1673 een termijn van een jaar, daarna werden ook zij voor het leven benoemd.) 
| Ambtsperiode | Naam baljuw                                             |
| ------------ | ------------------------------------------------------- |
| 1346 - 1347  | Jan Willemsz                                            |
| 1352 – 1353  | Filips Persoonsz.                                       |
| 1354 - 1355  | Jan van Bekensteyn                                      |
| 1355 - 1356  | Adam van Berwaerde                                      |
| 1356 - 1357  | Gijskijn van Ammers                                     |
| 1357 - 1359  | Adam van Berwaerde                                      |
| 1359 - 1361  | Arend van Dam (van den Damme)                           |
| 1362 - 1386  | Foyken Willemsz.                                        |
| 1386 - 1387  | Steven van Maurik (van Maudric/van Mourik)              |
| 1387 - 1388  | Gijsken van Diepenburg                                  |
| 1388 - 1392  | Steven van Maurik (van Maudric/van Mourik)              |
| 1392 - 1393  | Dirk Wouter Dirksz. Uut den Broeck (Uten Broeke)        |
| 1393 - 1394  | Hendrick van der Woert                                  |
| 1394 - 1396  | Gerrit van Egmond                                       |
| 1395 - 1396  | Steven van Maurik (van Maudric/van Mourik)              |
| 1399 - 1405  | Floris van Toll (de jonge)                              |
| 1408 - 1416  | Dirk Potter                                             |
| 1409 - 1416  | Pieter Potter                                           |
| 1410 - 1412  | Hugo Heren Gerritsz.                                    |
| 1416 - 1420  | Gerrit Jansz. Van Kockelberge                           |
| 1421 - 1422  | Hendrik de Bastaard van Nijenrode                       |
| 1423 - 1426  | Frederik Simon                                          |
| 1426 - 1431  | Klaas van Diepenburg                                    |
| 1436 - 1437  | Bengaert Jansz. Say                                     |
| 1437 - 1439  | Willem I van Beieren-Schagen                            |
| 1440 - 1445  | Pieter Engelsz.                                         |
| 1448 - 1449  | Eduard van Beieren-Hoogwoud                             |
| 1449 - 1458  | Joost de Brune (Bruyne)                                 |
| 1455         | Dirk Jan Broedersz.                                     |
| 1458         | Claas de Grebber                                        |
| 1458         | Jan Oem van Wijngaarden, de oude                        |
| 1458 - 1467  | Filips Ruychrock van de Werve                           |
| 1461         | Aarnd van Hodenpijl                                     |
| 1467 – 1469  | Willem Ruychrock van de Werve                           |
| 1468         | Jan Oem van Wijngaarden, de oude                        |
| 1468 - 1469  | Floris Grijp                                            |
| 1469 - 1475  | Philips van Wassenaar                                   |
| 1475 - 1476  | Jonge Floris van Tol                                    |
| 1475 - 1477  | Dirk Willem Engelbrechtsz.                              |
| 1477 - 1479  | Lieven Jacobsz van Cats                                 |
| 1479 – 1480  | Jan van Cats                                            |
| 1480 - 1491  | Philips Willemsz.                                       |
| 1479 - 1491  | Jan Oem van Wijngaarden, de oude                        |
| 1491 - 1493  | Lieven van Cats                                         |
| 1493         | Jan van Spierinxhoek                                    |
| 1493 - 1504  | Floris Florisz Oem van Wijngaerden                      |
| 1504 - 1505  | Philips van Wassenaer                                   |
| 1504 - 1505  | Dirk Oem van Wijngaarden                                |
| 1505 - 1509  | Godschalk Oem van Wijngaerden                           |
| 1509 - 1514  | Willem Oem van Wijngaerden                              |
| 1509 - 1515  | Dirk Oem van Wijngaerden                                |
| 1515 - 1522  | Floris van Assendelft                                   |
| 1522 - 1526  | Aarnd Booth                                             |
| 1527 - 1530  | Dirk Coebel van der Loo                                 |
| 1530 - 1536  | Aarnd Booth                                             |
| 1537 - 1553  | Vincent van Lebesteyn                                   |
| 1553 - 1557  | Gijsbrecht Oem van Wijngaerden                          |
| 1557 - 1561  | Willem Oem van Wijngaerden                              |
| 1566 - 1572  | Guillaume le Grandt                                     |
| 1570 - 1572  | Floris van Assendelft                                   |
| 1572 - 1573  | Dirk Oem van Wijngaarden                                |
| 1573 - 1574  | Cornelis van Cuyck van Mierop                           |
| 1574 - 1576  | Hugo van Groenhoven                                     |
| 1576 - 1584  | Salomon van der Houve                                   |
| 1584 - 1585  | Aelbrecht van Egmond                                    |
| 1586 - 1596  | Dirk van Sypesteyn                                      |
| 1597 - 1605  | Ludolf van Lantscroon                                   |
| 1605 - 1620  | Willem van Outshoorn                                    |
| 1620 - 1667  | Quintijn de Veer                                        |
| 1667 - 1670  | Aelbert de Veer                                         |
| 1670 - 1672  | Rudolf van Paffenrode                                   |
| 1672 - 1676  | Johan van Banchem                                       |
| 1681 - 1689  | Adriaen Rosa                                            |
| 1689 - 1714  | Pieter Dierquens                                        |
| 1714 - 1720  | Willem Lodewijk baron van Wassenaer                     |
| 1720 - 1736  | Jacob Godefroy des H.R. Rijksbaron van den Boetzelaer   |
| 1737 - 1751  | Carel Lodewijk baron van Wassenaer                      |
| 1751 - 1771  | Frederik Hendrik baron van Wassenaer                    |
| 1772 - 1781  | Jacob Philip des H.R. Rijksbaron van den Boetzelaer     |
| 1781 - 1787  | Wigbold Johan Theodoor baron van der Does van Noordwijk |
| 1787 - 1795  | Willem Gustaaf Frederik des H.R. Rijksgraaf Bentinck    |

Van 2 april 1796 tot 21 juli 1802 is Mr. Frederik George Alsche (1768-1805) aangesteld als waarnemend baljuw van Den Haag, tevens als hoofdschout.